# リチャード・オルセン
リチャード・ロイ・オルセン（Richard Roy "Rich" Olsen、1957年6月1日 - ）はアメリカ合衆国ハワイ州出身の元プロ野球選手（投手）。右投右打。NPBの阪神タイガースに所属していた。

## 来歴

### プロ入りとブルワーズ傘下時代
1978年のMLBドラフト4巡目 (全体86位) でミルウォーキー・ブルワーズから指名されプロ入り。
翌1979年には早くもAAA級バンクーバー・カナディアンズに昇格するも、メジャーでプレーすることはできなかった。

### 阪神時代
1983年に飛び入りで阪神タイガースの入団テストを受験。テストは合格したものの、この時すでに阪神ではランディ・バース、キム・アレン、スティーブ・ストローターが在籍していたため、外人枠（※「外人」は以下も含め、当時の呼称）の関係で保留となっていた（当時、外人枠として支配下登録できるのは3名まで）。
ただ、同年の阪神はシーズン当初から投手陣が軒並み不調で投手の緊急補強に迫られていたこと、外人3人のうちストローターが当面復帰できないほどの怪我を負ったこともあり、ストローターの解雇と入れ代わり選手登録される。同年8月14日のヤクルト戦で初勝利し、来日7試合目の中日戦では初完投勝利を挙げた。140kmを越す荒れ球のストレートが武器で、「バッキー2世」と期待された。
しかし、2年目は制球力をつけるフォーム改造が裏目に出て一気に不振に陥り、期待に応えられず同年限りで解雇された。

### 阪神退団後
1985年からはイタリアリーグ・セリエAのグロッセート・オリオールズに入団し、1990年にはリーグ初の完全試合を達成。1991年に引退し、背番号の48はチームの永久欠番である。

### 引退後
その後、大学生主体のチーム「ハワイ・アイランド・ムーバーズ」の監督として何度も来日しており、2012年には元プロ野球選手の高橋一三が監督を務める山梨学院大学と対戦。結果は延長10回引き分けだった。

## 詳細情報

### 年度別投手成績
| 年 度    | 球 団    | 登 板 | 先 発 | 完 投 | 完 封 | 無 四 球 | 勝 利 | 敗 戦 | セ 丨 ブ | ホ 丨 ル ド | 勝 率 | 打 者 | 投 球 回 | 被 安 打 | 被 本 塁 打 | 与 四 球 | 敬 遠 | 与 死 球 | 奪 三 振 | 暴 投 | ボ 丨 ク | 失 点 | 自 責 点 | 防 御 率 | W H I P |
| -------- | -------- | ----- | ----- | ----- | ----- | -------- | ----- | ----- | -------- | ----------- | ----- | ----- | -------- | -------- | ----------- | -------- | ----- | -------- | -------- | ----- | -------- | ----- | -------- | -------- | ------- |
| 1983     | 阪神     | 13    | 11    | 1     | 0     | 0        | 4     | 2     | 1        | --          | .667  | 281   | 66.2     | 67       | 9           | 25       | 0     | 1        | 40       | 3     | 1        | 29    | 26       | 3.51     | 1.38    |
| 1984     | 阪神     | 29    | 16    | 0     | 0     | 0        | 2     | 9     | 0        | --          | .182  | 431   | 98.2     | 92       | 20          | 53       | 2     | 4        | 57       | 6     | 0        | 58    | 51       | 4.65     | 1.47    |
| NPB：2年 | NPB：2年 | 42    | 27    | 1     | 0     | 0        | 6     | 11    | 1        | --          | .353  | 712   | 165.1    | 159      | 29          | 78       | 2     | 5        | 97       | 9     | 1        | 87    | 77       | 4.19     | 1.43    |

- 「-」は記録なし

### 記録
- 初登板・初先発登板：1983年8月11日、対広島東洋カープ16回戦（広島市民球場）、3回3失点（自責点2）で勝敗つかず
- 初勝利・初先発勝利：1983年8月14日、対ヤクルトスワローズ16回戦（平和台球場）、6回3失点
- 初完投勝利：1983年9月22日、対中日ドラゴンズ20回戦（阪神甲子園球場）、9回2失点

### 背番号
- 43（1983年 - 1984年）